# Regles d'apostrofació del català
El català segueix unes regles d'apostrofació que serveixen per determinar si cal apostrofar un article, preposició o pronom si el mot que el segueix o precedeix comença o acaba en vocal, respectivament.

## Article

### Masculí (el,lo, en,soies)
- L'article masculí singular (el, lo, en, so i es, aquests dos darrers articles salats) s'apostrofa davant de totes les paraules de gènere masculí començades per:
  - vocal: l'avió, l'encant, l'odi, n'Albert, s'arbre.
  - h muda: l'home, l'ham, n'Hug, s'home.
  - s líquida: l'spa, l'Stuttgart.
- No s'apostrofa davant de les paraules que comencen per i o u (amb h muda o sense) consonàntiques: el iogurt, lo iode.[1]

En cas d'apostrofació, les formes contretes al, as, del, des, pel, pes, cal, cas i can es trenquen i esdevenen a l', a s', de l', de s', per l', per s', ca l', ca s' i ca n' respectivament.

### Femení (la,naisa)
- L'article femení singular (la, na i sa, aquest darrer article salat) s'apostrofa en els següents casos:[1]
  - Quan la paraula següent comença per vocal: l'emoció, l'ungla, l'Elena, l'aigua.
  - Quan la paraula següent comença amb h muda: l'heura, l'holografia, l'Hermínia, l'horabaixa.
- No s'apostrofa, però, en els següents casos:[1]
  - Quan va davant d'una paraula que comença per i o u (amb h o sense) consonàntiques: la hiena.
  - Quan va davant d'una paraula que comença per i o u (amb h o sense) àtones: la humitat, la universitat, la imatge.[a][b]
  - Davant d'alguns mots concrets com ara la una (en referir-se a l'hora), la ira, la host, la Haia (topònim).
  - Davant dels noms de lletra (la i, la hac, la essa).
  - Davant d'una paraula que comença per essa seguida de consonant: la Scala de Milà.

Tradicionalment, per tal d'evitar ambigüitats, tampoc no s'apostrofaven els mots començats pel prefix negatiu a–; avui en dia, però, en textos escrits se segueixen les regles generals de l'apostrofació: l'anormalitat, l'amoralitat, l'atipicitat, l'asimetria, l'asèpsia, etc. El DIEC1 de 1995 ja va començar a aplicar aquest nou criteri, si bé mai no ha estat formulat explícitament. En la mateixa línia, la introducció del DIEC2 escriu l'anormalitat de la situació, i l'esborrany de la nova gramàtica normativa que prepara l'IEC ja no recull aquella excepció tradicional.

## Preposicióde
La preposició de s'apostrofa davant de vocal (amb h muda o sense): d'aigua, d'enveja, d'humitat. No s'apostrofa, però, davant dels casos següents:
- De paraules que comencen per i o u (amb h muda o sense) consonàntiques: de iode, de ioga, de uombat, de iogurt, de Utah, de ouija.[4]
- De noms de lletra: apostrofar davant de a i davant de hac.[5] En general no se sol apostrofar en cas de metallenguatge: el plural de alt és alts.[6]
- D'una essa líquida: de Stalin.

## Pronoms febles
Els pronoms febles s'apostrofen en els següents casos:
- Davant de verb començat en vocal, usant la seva forma elidida: m'agrada, n'abastava, s'estimaran, l'aconseguiria.
- Darrere de verb acabat en vocal, usant la seva forma reduïda: menja'n, trenca'l, fondre's, compra'ns.
- Quan n'hi ha dos, el segon si les regles ortogràfiques ho permeten: me'n, li'n, se'm, te'ls, la'n, n'hi; si és possible, s'ha d'apostrofar amb la paraula següent, com a me n'ha dut tres. L'apòstrof sempre va el més a la dreta possible:[7] te l'emportes i no te'l emportes.

No s'apostrofen:
- Els pronoms us, vos, hi, ho, li, les: us el dono, se us esperava.
- Com en el cas de l'article, el pronom la davant de les paraules que comencen per i i u àtones (amb h o sense): la ignora, la hi pren, la humitejarem, la usàvem.
- Tampoc s'apostrofa el primer pronom feble en les formes la hi i se us.

## Particularitats i observacions
Les següents regles generals s'apliquen tant per l'article com per la preposició de:
- Els articles davant de sigles s'apostrofen segons la norma general, tenint en compte el gènere del concepte a què equivalen i la manera com es llegeixen (com una sola paraula o lletra a lletra) i no pas com s'escriuen, ni el nom desenvolupat al qual corresponen: l'OTAN, l'ADSL, però la UNESCO, la XDSI.[8][9]
- Davant de nombres, s'apostrofa o no tal com es faria si fossin escrits amb lletres: d'11 (d'onze), l'1 (l'u).[9]
- Davant d'essa líquida (essa inicial + consonant) s'apostrofa l'article masculí, però no el femení ni la preposició de: l'striptease, de stricto sensu, la Scala de Milà.[9]
- Davant d'hac aspirada (no muda) no s'apostrofa: el Hamlet, de Haydn, de Heisenberg, el hawaià; però l'hàmster, l'haixix, d'Hamburg.[9]
- Davant de títols, noms d'entitats o grups començats amb article, la preposició de s'apostrofa i no es contrau amb l'article: d'El Periódico
- Davant de noms de lloc amb l'article el, la preposició de s'apostrofa solament si el topònim no és català o no ha estat catalanitzat (d'El Bierzo, d'El Salvador); en cas contrari, s'utilitza la contracció del (del Bages, del Quebec).[9]
- En les contraccions (al, del, pel, cal, can), si l'article que forma la contracció pot apostrofar-se amb la paraula de la dreta, aleshores cal trencar la contracció i fer l'apostrofació: del Pere i de l'Andreu, cal Pere i ca l'Andreu.
- Davant de símbols i fórmules químiques, l'article i la preposició de no s'apostrofen (el Au, de Ag, el H₂SO₄); el nom complet corresponent, però, sí que cal apostrofar-lo segons la norma general (l'or, d'argent, l'àcid sulfúric).
- Davant una marca tipogràfica com cometes, cursiva o negreta s'apostrofa normalment: d'«Aloma».[5][9]
- No s'apostrofa davant símbols: un milió de €.
- No es deixa mai un apòstrof a final de ratlla.[5]
- En textos que volen reproduir la llengua oral s'admeten formes com digue'm (en comptes de digues-me) o coneixe'ns (per conèixer-nos).[5]
- De vegades s'ometen les dues primeres xifres d'un any; en cas que es tracti d'un nom oficial, s'hi pot posar l'apòstrof (Expo'92, COOB'92), en cas contrari s'hi deixa un espai (Barcelona 92).[10]